# Marcos Hernández Rojas
Marcos Edgardo Hernández Rojas (Galvarino, Chile, 20 de agosto de 1968) es un egresado de trabajo social y político chileno que ha sido alcalde de la comuna chilena de Galvarino, Provincia de Cautín, Región de La Araucanía, en dos períodos no consecutivos, 2000-2004 y 2016-2024.

## Destitución
Marcoshernandezrojas.jpg
Fue destituido del cargo de alcalde en agosto de 2004 por haber defraudado al fisco por un monto de $352.000. Junto a la directora de la DIDECO, simularon realizar compras de mercaderías destinadas a ayuda social y eventos navideños en un supermercado de la comuna, para pagar deudas personales vencidas que el edil había contraído con la casa comercial.
La Fiscalía agregó que para tales efectos emitieron tres órdenes de compra y cancelaron las facturas con cheques de la cuenta corriente de la municipalidad. 
El 23 de enero de 2006 fue sentenciado a la pena solicitada por la Fiscalía, de tres años de presidio menor en su grado medio, multa del cincuenta por ciento de lo defraudado y la inhabilitación especial perpetua para cargos u oficios públicos.

## Repostulación al cargo
En las elecciones de 2012 se repostuló a la alcaldía de Galvarino, pero su postulacioón fue rechazada por el Tribunal Electoral Regional de La Araucanía.
En las municipales de 2016 presenta su candidatura con una resolución del TER que acoge su candidatura ya que Hernández estaba ya exento de responsabilidad y porque la condena de 2006 que le impedía ser alcalde a perpetuidad pugnaba con normas constitucionales y normas jurídicas que si se lo permitían. 
En las elecciones de octubre de 2016 resultó elegido alcalde para el período 2016-2020, con el 59,8% de los votos. 
Tras presentarse a la reelección en 2021 ganó la alcaldía hasta 2024. 
En 2024 se presentó a la reelección para el período 2024-2028 perdiendo el sillón municipal frente a Hans González Espinoza.

## Historia Electoral

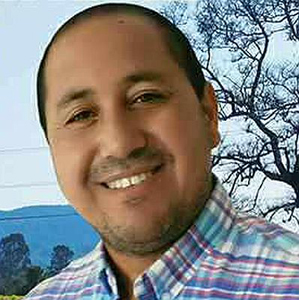
Marcos Hernández en la campaña a la alcaldía de Galvarino del año 2000.

### Elecciones municipales de 2000
- Elecciones municipales de 2000, Galvarino[4]

| Candidato                 | Pacto         | Partido | Votos | %     | Resultado |
| ------------------------- | ------------- | ------- | ----- | ----- | --------- |
| Claudio Carcamo Órdenes   | Alianza       | RN      | 1329  | 21,90 | Concejal  |
| Eduardo Flores Bachmann   | Alianza       | RN      | 122   | 2,01  |           |
| Agustina Zavala Rodríguez | ILC           | ILC     | 128   | 2,11  |           |
| Luis Llanos González      | Concertación  | PPD     | 123   | 2,03  | Concejal  |
| Miryam Contreras Villagra | Concertación  | PPD     | 889   | 14,65 | Concejal  |
| Fernando Huaiquil Paillal | ILE           | ILE     | 477   | 7,86  | Concejal  |
| Miguel Alarcón Bahamondes | Concertación  | PRSD    | 121   | 1,99  | Concejal  |
| Marcos Hernández Rojas    | Concertación  | PDC     | 2816  | 46,41 | Alcalde   |
| Enrique Flores Silva      | Independiente | IND.    | 63    | 1,04  |           |

### Elecciones municipales de 2016
- Elecciones municipales de 2016, Galvarino[4]

| Candidato                 | Pacto                  | Partido     | Votos | %    | Resultado |
| ------------------------- | ---------------------- | ----------- | ----- | ---- | --------- |
| Marcos Hernández Rojas    | Nueva Mayoría          | PDC         | 3783  | 59,8 | Alcalde   |
| Fernando Huaiquil Paillal | Yo Marco por el Cambio | PRO         | 1758  | 27,8 |           |
| Mireya Castel Cerna       | UDI                    | Chile Vamos | 258   | 4,1  |           |
| Pablo Artigas Vergara     | IND.                   | IND.        | 523   | 8,3  |           |

| Predecesor: Fernando Huaiquil Paillal | 24° Alcalde de la comuna de Galvarino 6 de diciembre de 2016 - 6 de diciembre de 2024 | Sucesor: Hans González Espinoza    |
| Predecesor: Claudio Cárcamo Órdenes   | 20° Alcalde de la comuna de Galvarino 6 de diciembre de 2000 - 15 de agosto de 2004   | Sucesor: Miryam Contreras Villagra |